# Nicole de Lorena
Nicole de Lorena (em francês:  Nicole de Lorraine; Nancy, 3 de outubro de 1608 – Paris, 2 de fevereiro de 1657) foi Duquesa de Lorena e de Bar desde a morte de seu pai, Henrique II da Lorena, em 1 de agosto de 1624, até 21 de novembro de 1625, e Duquesa Consorte da Lorena de 1625 a 1634.
Nicole era a filha mais velha dos duques da Lorena e de Bar, Henrique II e Margarida Gonzaga. Tinha uma irmã mais nova, Cláudia de Lorena.

## Enquadramento
Como o seu pai não teve qualquer filho varão, pretendia deixar os seus estados a Nicole, a filha mais velha, mas um suposto testamento do duque Renato II da Lorena especificava que a sucessão no ducado devia respeitar a linha masculina. Após negociações com os herdeiros masculinos, ela casa, a 23 de maio de 1621, com o seu primo co-irmão Carlos IV da Lorena, o filho mais velho do seu tio paterno Francisco, Conde de Vaudémont. Deste casamento não houve descendência.

## Duquesa da Lorena
Com a morte de Henrique II, pai de Nicole, em 31 de julho de 1624, a situação complicou-se. Formalmente Nicole sucedeu ao pai tornando-se Duquesa Soberana da Lorena. Mas, em novembro de 1625, o seu tio paterno Francisco, o conde de Vaudémont, baseando-se no "testamento" de Renato II, reclamou o ducado. Os Estados Gerais da Lorena aceitaram o seu pedido como legítimo e, em 21 de novembro de 1625, ele torna-se duque como o nome de Francisco II da Lorena. Cinco dias depois, abdica a favor do seu filho mais velho, casado com Nicole, que se torna o novo Duque Carlos IV da Lorena, conseguindo afastar a sua mulher do poder e tornando-se o duque Soberano por direito próprio.

## Duquesa consorte
Casados por interesses dinásticos, o fosso entre Nicole e o marido acentuou-se com os acontecimentos de 1625. Carlos IV pretendia deixar a mulher e, em 1631, tentou que o seu casamento fosse anulado condenando à morte (sem provas) Melchior de Valley, o padre que realizara o seu casamento, acusando-o de bruxaria. Tratava-se de uma acusação injusta que não foi corroborada pela Igreja e Carlos IV permaneceu oficialmente casado com Nicole.
Em 1635, Carlos tentou uma nova oportunidade de se livrar da mulher, com o falso pretexto de que não tivera a liberdade de escolha quando se casara, mas não conseguiu persuadir o papado para lhe anular o casamento.
Nicole passou os últimos anos da sua vida em Paris, onde veio a falecer.